# Bailang
Les Bailang, en chinois 白狼, étaient un peuple de langue tibéto-birmane qui habitait le Sichuan actuel au IIIe siècle ap. J.-C.. Les Pumi pourraient être leurs descendants.

## Langue
On connaît la langue bailang par la transcription d'un chant dans le Hou Hanshu 后汉书, accompagnée d'une traduction ligne par ligne en chinois. Le déchiffrement de ce texte bilingue a permis de déterminer que la langue bailang était proche du lolo-birman. Le bailang est donc la langue plus anciennement attestée de la famille en dehors du chinois.
1. ↑  Sagart, Laurent, « Questions of method in Chinese-tibeto-burman comparison », Cahiers de linguistique - Asie orientale, Année 1995, Volume 24, Numéro 24-2, pp. 245-255
2. ↑  Stevan Harrell, Ways of being ethnic in Southwest China, p 63